# Liste der Nummer-eins-Hits in den USA (1995)
Dies ist eine Liste der Nummer-eins-Hits in den von Billboard ermittelten Charts in den USA (Hot 100) im Jahr 1995. In diesem Jahr gab es zwölf Nummer-eins-Singles und dreiundzwanzig Nummer-eins-Alben.

## Singles
| ← 1994 ← | Liste der Nummer-eins-Hits in den USA | Liste der Nummer-eins-Hits in den USA | Liste der Nummer-eins-Hits in den USA                                                                      | 1996 →                    |
| \| Zeitraum \| Wo. ges. \| Interpret \| Titel Autor(en) \| Zusätzliche Informationen \| \| (Zeitraum, Wochen auf Platz eins, Interpret, Titel, Autor[en], zusätzliche Informationen) \| \| \| \| \| \| ----------------------------------------------------------------------------------------- \| -------- \| -------------------------- \| -------------------------------------------------------------------------------------------------------------- \| ------------------------- \| \| 31. Dezember 1994 – 27. Januar 1995 4 Wochen (insgesamt 6) \| 6 \| Boyz II Men \| On Bended Knee[1] Jimmy Jam, Terry Lewis \| - \| \| 28. Januar 1995 – 24. Februar 1995 4 Wochen (insgesamt 4) \| 4 \| TLC \| Creep[2] Dallas Austin \| - \| \| 25. Februar 1995 – 14. April 1995 7 Wochen (insgesamt 7) \| 7 \| Madonna \| Take a Bow[3] Madonna, Babyface \| - \| \| 15. April 1995 – 2. Juni 1995 7 Wochen (insgesamt 7) \| 7 \| Montell Jordan \| This Is How We Do It[4] Montell Jordan, Oji Pierce, Richard Walters \| - \| \| 3. Juni 1995 – 7. Juli 1995 5 Wochen (insgesamt 5) \| 5 \| Bryan Adams \| Have You Ever Really Loved a Woman?[5] Bryan Adams, Michael Kamen, Robert Lange \| - \| \| 8. Juli 1995 – 25. August 1995 7 Wochen (insgesamt 7) \| 7 \| TLC \| Waterfalls[6] Lisa Lopes, Marqueze Etheridge, Organized Noize \| - \| \| 26. August 1995 – 1. September 1995 1 Woche (insgesamt 1) \| 1 \| Seal \| Kiss from a Rose[7] Seal \| - \| \| 2. September 1995 – 8. September 1995 1 Woche (insgesamt 1) \| 1 \| Michael Jackson \| You Are Not Alone[8] R. Kelly \| - \| \| 9. September 1995 – 29. September 1995 3 Wochen (insgesamt 3) \| 3 \| Coolio feat. L. V. \| Gangsta’s Paradise[9] Coolio, Larry Sanders, Stevie Wonder, Doug Rasheed \| - \| \| 30. September 1995 – 24. November 1995 8 Wochen (insgesamt 8) \| 8 \| Mariah Carey \| Fantasy[10] Mariah Carey, Dave Hall, Adrian Belew, Tina Weymouth, Chris Frantz, Steven Stanley \| - \| \| 25. November 1995 – 1. Dezember 1995 1 Woche (insgesamt 1) \| 1 \| Whitney Houston \| Exhale (Shoop Shoop)[11] Babyface \| - \| \| 2. Dezember 1995 – 22. März 1996 16 Wochen (insgesamt 16) \| 16 \| Mariah Carey & Boyz II Men \| One Sweet Day[12] Mariah Carey, Walter Afanasieff, Nathan Morris, Michael McCary, Shawn Stockman, Wanyá Morris \| - \| |                                       |                                       | |                           |
| ← 1994 |                                       |                                       | | → 1996 →                  |
| Zeitraum | Wo. ges.                              | Interpret                             | Titel Autor(en)                                                                                            | Zusätzliche Informationen |
| (Zeitraum, Wochen auf Platz eins, Interpret, Titel, Autor[en], zusätzliche Informationen) |                                       |                                       | |                           |
| 31. Dezember 1994 – 27. Januar 1995 4 Wochen (insgesamt 6) | 6                                     | Boyz II Men                           | On Bended Knee Jimmy Jam, Terry Lewis                                                                      | -                         |
| 28. Januar 1995 – 24. Februar 1995 4 Wochen (insgesamt 4) | 4                                     | TLC                                   | Creep Dallas Austin                                                                                        | -                         |
| 25. Februar 1995 – 14. April 1995 7 Wochen (insgesamt 7) | 7                                     | Madonna                               | Take a Bow Madonna, Babyface                                                                               | -                         |
| 15. April 1995 – 2. Juni 1995 7 Wochen (insgesamt 7) | 7                                     | Montell Jordan                        | This Is How We Do It Montell Jordan, Oji Pierce, Richard Walters                                           | -                         |
| 3. Juni 1995 – 7. Juli 1995 5 Wochen (insgesamt 5) | 5                                     | Bryan Adams                           | Have You Ever Really Loved a Woman? Bryan Adams, Michael Kamen, Robert Lange                               | -                         |
| 8. Juli 1995 – 25. August 1995 7 Wochen (insgesamt 7) | 7                                     | TLC                                   | Waterfalls Lisa Lopes, Marqueze Etheridge, Organized Noize                                                 | -                         |
| 26. August 1995 – 1. September 1995 1 Woche (insgesamt 1) | 1                                     | Seal                                  | Kiss from a Rose Seal                                                                                      | -                         |
| 2. September 1995 – 8. September 1995 1 Woche (insgesamt 1) | 1                                     | Michael Jackson                       | You Are Not Alone R. Kelly                                                                                 | -                         |
| 9. September 1995 – 29. September 1995 3 Wochen (insgesamt 3) | 3                                     | Coolio feat. L. V.                    | Gangsta’s Paradise Coolio, Larry Sanders, Stevie Wonder, Doug Rasheed                                      | -                         |
| 30. September 1995 – 24. November 1995 8 Wochen (insgesamt 8) | 8                                     | Mariah Carey                          | Fantasy Mariah Carey, Dave Hall, Adrian Belew, Tina Weymouth, Chris Frantz, Steven Stanley                 | -                         |
| 25. November 1995 – 1. Dezember 1995 1 Woche (insgesamt 1) | 1                                     | Whitney Houston                       | Exhale (Shoop Shoop) Babyface                                                                              | -                         |
| 2. Dezember 1995 – 22. März 1996 16 Wochen (insgesamt 16) | 16                                    | Mariah Carey & Boyz II Men            | One Sweet Day Mariah Carey, Walter Afanasieff, Nathan Morris, Michael McCary, Shawn Stockman, Wanyá Morris | -                         |

## Alben
| ← 1994 ← | Liste der Nummer-eins-Alben in den USA | Liste der Nummer-eins-Alben in den USA | Liste der Nummer-eins-Alben in den USA    | 1996 →                    |
| \| Zeitraum \| Wo. ges. \| Interpret \| Titel \| Zusätzliche Informationen \| \| (Zeitraum, Wochen auf Platz eins, Interpret, Titel, zusätzliche Informationen) \| \| \| \| \| \| ------------------------------------------------------------------------------ \| -------- \| ---------------------------------- \| --------------------------------------------- \| ------------------------- \| \| 31. Dezember 1994 – 6. Januar 1995 1 Woche (insgesamt 3) \| 3 \| Kenny G \| Miracles: The Holiday Album[13] \| - \| \| 7. Januar 1995 – 10. Februar 1995 5 Wochen (insgesamt 8) \| 8 \| Garth Brooks \| The Hits[14] \| - \| \| 11. Februar 1995 – 17. Februar 1995 1 Woche (insgesamt 1) \| 1 \| Van Halen \| Balance[15] \| - \| \| 18. Februar 1995 – 10. März 1995 3 Wochen (insgesamt 8) \| 8 \| Garth Brooks \| The Hits \| - \| \| 11. März 1995 – 17. März 1995 1 Woche (insgesamt 5) \| 5 \| Boyz II Men \| II[16] \| - \| \| 18. März 1995 – 31. März 1995 2 Wochen (insgesamt 2) \| 2 \| Bruce Springsteen \| Greatest Hits[17] \| - \| \| 1. April 1995 – 28. April 1995 4 Wochen (insgesamt 4) \| 4 \| 2Pac \| Me Against the World[18] \| - \| \| 29. April 1995 – 5. Mai 1995 1 Woche (insgesamt 10) \| 10 \| Original Motion Picture Soundtrack \| The Lion King (Soundtrack)[19] \| - \| \| 6. Mai 1995 – 12. Mai 1995 1 Woche (insgesamt 1) \| 1 \| Live \| Throwing Copper[20] \| - \| \| 13. Mai 1995 – 26. Mai 1995 2 Wochen (insgesamt 2) \| 2 \| Original Motion Picture Soundtrack \| Friday[21] \| - \| \| 27. Mai 1995 – 23. Juni 1995 4 Wochen (insgesamt 8) \| 8 \| Hootie & The Blowfish \| Cracked Rear View[22] \| - \| \| 24. Juni 1995 – 30. Juni 1995 1 Woche (insgesamt 1) \| 1 \| Pink Floyd \| Pulse[23] \| - \| \| 1. Juli 1995 – 7. Juli 1995 1 Woche (insgesamt 8) \| 8 \| Hootie & The Blowfish \| Cracked Rear View \| - \| \| 8. Juli 1995 – 21. Juli 1995 2 Wochen (insgesamt 2) \| 2 \| Michael Jackson \| HIStory – Past, Present and Future Book I[24] \| - \| \| 22. Juli 1995 – 28. Juli 1995 1 Woche (insgesamt 1) \| 1 \| Original Motion Picture Soundtrack \| Pocahontas[25] \| - \| \| 29. Juli 1995 – 4. August 1995 1 Woche (insgesamt 8) \| 8 \| Hootie & The Blowfish \| Cracked Rear View \| - \| \| 5. August 1995 – 11. August 1995 1 Woche (insgesamt 1) \| 1 \| Selena \| Dreaming of You[26] \| - \| \| 12. August 1995 – 25. August 1995 2 Wochen (insgesamt 2) \| 2 \| Bone Thugs-N-Harmony \| E. 1999 Eternal[27] \| - \| \| 26. August 1995 – 1. September 1995 1 Woche (insgesamt 8) \| 8 \| Hootie & the Blowfish \| Cracked Rear View \| - \| \| 2. September 1995 – 29. September 1995 4 Wochen (insgesamt 4) \| 4 \| Original Motion Picture Soundtrack \| Dangerous Minds[28] \| - \| \| 30. September 1995 – 6. Oktober 1995 1 Woche (insgesamt 8) \| 8 \| Hootie & the Blowfish \| Cracked Rear View \| - \| \| 7. Oktober 1995 – 20. Oktober 1995 2 Wochen (insgesamt 2) \| 2 \| Alanis Morissette \| Jagged Little Pill[29] \| - \| \| 21. Oktober 1995 – 10. November 1995 3 Wochen (insgesamt 3) \| 3 \| Mariah Carey \| Daydream[30] \| - \| \| 11. November 1995 – 17. November 1995 1 Woche (insgesamt 1) \| 1 \| The Smashing Pumpkins \| Mellon Collie and the Infinite Sadness[31] \| - \| \| 18. November 1995 – 24. November 1995 1 Woche (insgesamt 1) \| 1 \| Tha Dogg Pound \| Dogg Food[32] \| - \| \| 25. November 1995 – 1. Dezember 1995 1 Woche (insgesamt 1) \| 1 \| Alice in Chains \| Alice in Chains[33] \| - \| \| 2. Dezember 1995 – 8. Dezember 1995 1 Woche (insgesamt 1) \| 1 \| R. Kelly \| R. Kelly[34] \| - \| \| 9. Dezember 1995 – 29. Dezember 1995 3 Wochen (insgesamt 3) \| 3 \| The Beatles \| Anthology 1[35] \| - \| |                                        |                                        |                                           |                           |
| ← 1994 |                                        |                                        |                                           | → 1996 →                  |
| Zeitraum | Wo. ges.                               | Interpret                              | Titel                                     | Zusätzliche Informationen |
| (Zeitraum, Wochen auf Platz eins, Interpret, Titel, zusätzliche Informationen) |                                        |                                        |                                           |                           |
| 31. Dezember 1994 – 6. Januar 1995 1 Woche (insgesamt 3) | 3                                      | Kenny G                                | Miracles: The Holiday Album               | -                         |
| 7. Januar 1995 – 10. Februar 1995 5 Wochen (insgesamt 8) | 8                                      | Garth Brooks                           | The Hits                                  | -                         |
| 11. Februar 1995 – 17. Februar 1995 1 Woche (insgesamt 1) | 1                                      | Van Halen                              | Balance                                   | -                         |
| 18. Februar 1995 – 10. März 1995 3 Wochen (insgesamt 8) | 8                                      | Garth Brooks                           | The Hits                                  | -                         |
| 11. März 1995 – 17. März 1995 1 Woche (insgesamt 5) | 5                                      | Boyz II Men                            | II                                        | -                         |
| 18. März 1995 – 31. März 1995 2 Wochen (insgesamt 2) | 2                                      | Bruce Springsteen                      | Greatest Hits                             | -                         |
| 1. April 1995 – 28. April 1995 4 Wochen (insgesamt 4) | 4                                      | 2Pac                                   | Me Against the World                      | -                         |
| 29. April 1995 – 5. Mai 1995 1 Woche (insgesamt 10) | 10                                     | Original Motion Picture Soundtrack     | The Lion King (Soundtrack)                | -                         |
| 6. Mai 1995 – 12. Mai 1995 1 Woche (insgesamt 1) | 1                                      | Live                                   | Throwing Copper                           | -                         |
| 13. Mai 1995 – 26. Mai 1995 2 Wochen (insgesamt 2) | 2                                      | Original Motion Picture Soundtrack     | Friday                                    | -                         |
| 27. Mai 1995 – 23. Juni 1995 4 Wochen (insgesamt 8) | 8                                      | Hootie & The Blowfish                  | Cracked Rear View                         | -                         |
| 24. Juni 1995 – 30. Juni 1995 1 Woche (insgesamt 1) | 1                                      | Pink Floyd                             | Pulse                                     | -                         |
| 1. Juli 1995 – 7. Juli 1995 1 Woche (insgesamt 8) | 8                                      | Hootie & The Blowfish                  | Cracked Rear View                         | -                         |
| 8. Juli 1995 – 21. Juli 1995 2 Wochen (insgesamt 2) | 2                                      | Michael Jackson                        | HIStory – Past, Present and Future Book I | -                         |
| 22. Juli 1995 – 28. Juli 1995 1 Woche (insgesamt 1) | 1                                      | Original Motion Picture Soundtrack     | Pocahontas                                | -                         |
| 29. Juli 1995 – 4. August 1995 1 Woche (insgesamt 8) | 8                                      | Hootie & The Blowfish                  | Cracked Rear View                         | -                         |
| 5. August 1995 – 11. August 1995 1 Woche (insgesamt 1) | 1                                      | Selena                                 | Dreaming of You                           | -                         |
| 12. August 1995 – 25. August 1995 2 Wochen (insgesamt 2) | 2                                      | Bone Thugs-N-Harmony                   | E. 1999 Eternal                           | -                         |
| 26. August 1995 – 1. September 1995 1 Woche (insgesamt 8) | 8                                      | Hootie & the Blowfish                  | Cracked Rear View                         | -                         |
| 2. September 1995 – 29. September 1995 4 Wochen (insgesamt 4) | 4                                      | Original Motion Picture Soundtrack     | Dangerous Minds                           | -                         |
| 30. September 1995 – 6. Oktober 1995 1 Woche (insgesamt 8) | 8                                      | Hootie & the Blowfish                  | Cracked Rear View                         | -                         |
| 7. Oktober 1995 – 20. Oktober 1995 2 Wochen (insgesamt 2) | 2                                      | Alanis Morissette                      | Jagged Little Pill                        | -                         |
| 21. Oktober 1995 – 10. November 1995 3 Wochen (insgesamt 3) | 3                                      | Mariah Carey                           | Daydream                                  | -                         |
| 11. November 1995 – 17. November 1995 1 Woche (insgesamt 1) | 1                                      | The Smashing Pumpkins                  | Mellon Collie and the Infinite Sadness    | -                         |
| 18. November 1995 – 24. November 1995 1 Woche (insgesamt 1) | 1                                      | Tha Dogg Pound                         | Dogg Food                                 | -                         |
| 25. November 1995 – 1. Dezember 1995 1 Woche (insgesamt 1) | 1                                      | Alice in Chains                        | Alice in Chains                           | -                         |
| 2. Dezember 1995 – 8. Dezember 1995 1 Woche (insgesamt 1) | 1                                      | R. Kelly                               | R. Kelly                                  | -                         |
| 9. Dezember 1995 – 29. Dezember 1995 3 Wochen (insgesamt 3) | 3                                      | The Beatles                            | Anthology 1                               | -                         |